# Mimocastnia
Mimocastnia är ett släkte av fjärilar. Mimocastnia ingår i familjen Riodinidae.
Kladogram enligt Catalogue of Life:
| Mimocastnia | \| \| Mimocastnia egeria \| \| \| \| \| \| Mimocastnia rothschildi \| \| \| \| |
|             | \| \| Mimocastnia egeria \| \| \| \| \| \| Mimocastnia rothschildi \| \| \| \| |
|             | Mimocastnia egeria                                                             |
|             |                                                                                |
|             | Mimocastnia rothschildi                                                        |
|             |                                                                                |